# Palazuelos (Guadalajara)

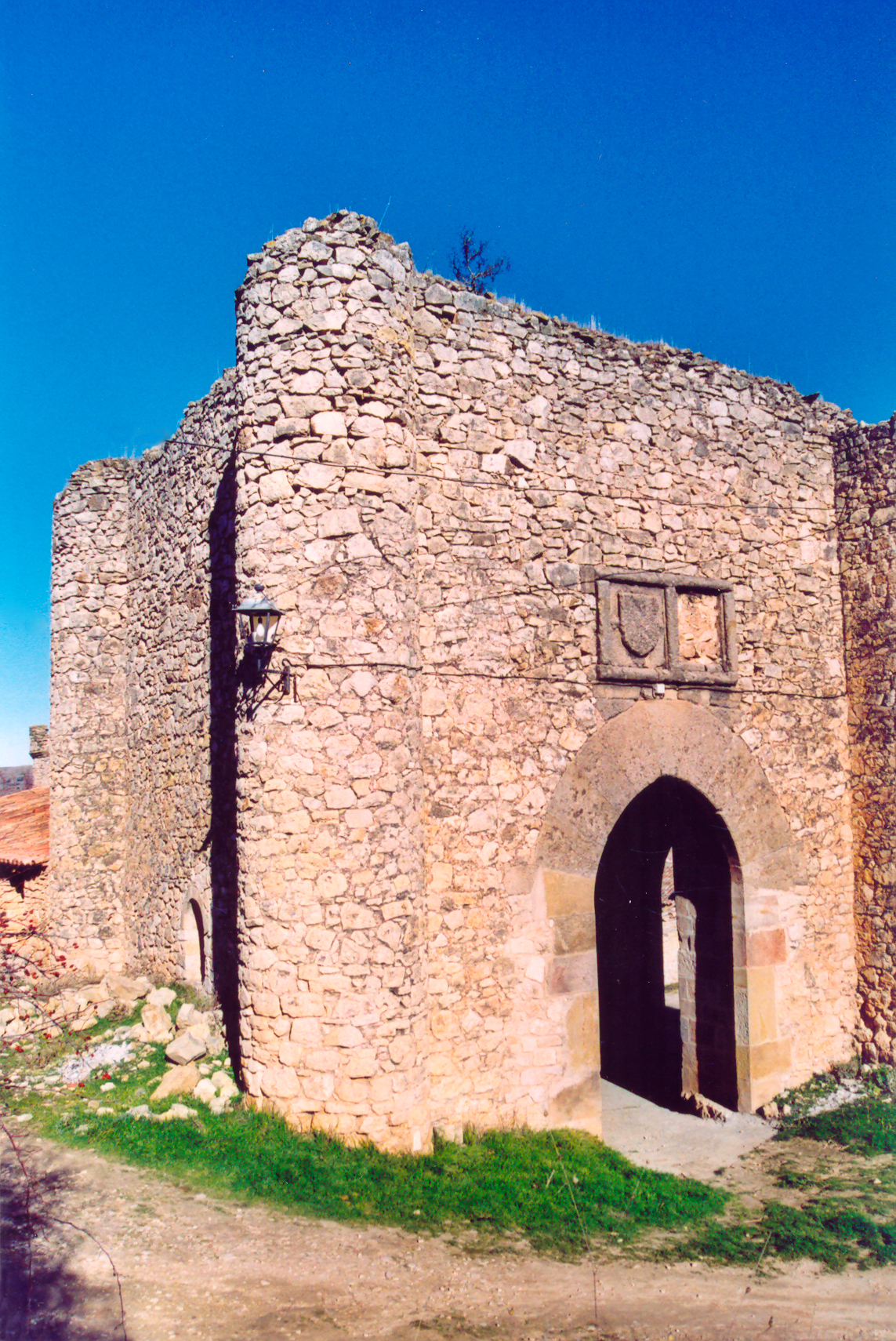
Le mura di Palazuelos: Puerta de El Monte.

Palazuelos è una località del comune spagnolo di Sigüenza, nella zona nord della Provincia di Guadalajara.

## Monumenti e luoghi d'interesse
È nota per il suo complesso monumentale medioevale, in particolare per il castello, le mura cittadine, la chiesa di San Giovanni Battista, le piazze, le fontane. Il paese è protetto come bene di interesse culturale e storico da parte del Governo della comunità autonoma di Castiglia-La Mancia.
Il castello di Palazuelos fu fatto costruire dal marchese di Santillana e il suo stile ricorda molto quello di Manzanares el Real (la sua opera è attribuita a Juan Guas, autore di questo e di altri castelli della famiglia Mendoza). Il castello è costruito nel muro di cinta sul lato nord-est. È circondato da un basso barbacane a cui si accede dalla città attraverso una porta che aveva un ponte levatoio. Il recinto interno presenta una passeggiata con torri agli angoli e un grande torrione attaccato al muro occidentale. Attualmente è una proprietà privata, il mastio è stato trasformato in un'abitazione privata e sono in corso vari lavori di restauro. Non è visitabile. Il 15 giugno 1951, il Castello e le Mura della Città di Palazuelos sono stati dichiarati Monumento Storico-Artistico, riconoscendone così l'interesse nazionale. Questa dichiarazione è stata completata con quella di Bien de Interés Cultural dal decreto 19/2002 del 22 gennaio dello stesso anno della Junta de Comunidades de Castilla-La Mancha.